# Pérignac (Charente)
Pérignac é uma comuna francesa na região administrativa da Nova Aquitânia, no departamento de Charente. Estende-se por uma área de 25,52 km². Em 2010 a comuna tinha 482 habitantes (densidade: 18,9 hab./km²).